# Michail Gortjakov
Michail Dmitrijevitj Gortjakov (ryska Михаил Дмитриевич Горчаков), född 1793, död 30 maj 1861, var en rysk furste. Han var son till Dmitrij Gortjakov.
Gortjakov deltog med utmärkelse i fälttågen mot Persien 1809, mot Napoleon I 1812–1814 och som stabschef vid 3:e infanterikåren mot turkarna 1828–1829. Åren 1830–1831 deltog han i polska fälttåget och utnämndes 1846 till militärguvernör i Warszawa. I ungerska kriget 1849 utmärkte han sig på nytt och befordrades därefter till generaladjutant hos kejsaren och generalstabschef samt ledde som förste medlem av kungariket Polens administrationsråd en tid detta lands civilförvaltning. 
Vid Krimkrigets utbrott blev Gortjakov överbefälhavare för de ryska ockupationstrupperna i Valakiet (1853), men hade liten framgång där. Sedan han gjort ett misslyckat försök mot Kalafat (i januari 1854) och, efter stora förluster blivit tvungen att upphäva belägringen av Silistria, var han tvungen att dra sig tillbaka över den ryska gränsen. 
I mars 1855 mottog Gortjakov överbefälet över Krim efter furst Mensjikov. Gortjakov led ett kännbart nederlag vid sitt utfall ifrån Sevastopol mot de allierades högra flank vid Tjernaja (den 16 augusti). Han tvingades spränga de övriga fästningsverken vid Sevastopol i luften den 8 september, sedan fransmännen intagit Malakovverken den 7 september.
Han lyckades dock vinna uppskattning för att han lyckades föra undan sina trupper till bergstrakterna vid Severnaja och därigenom i hög grad förringa betydelsen av att fästningens erövrats av de allierade. År 1856 utnämndes Gortjakov till ståthållare i Polen och gjorde sig där känd för humanitet, men kunde inte avstyra blodscenerna i början av 1861.

## Utmärkelser
- Pour le Mérite
- Storkors av Hederslegionen
- Sankt Alexander Nevskij-orden
- Sankt Stefansorden
- Svarta örns orden
- Bayerska kronorden
- Leopoldsorden
- Vita falkens orden
- Januariusorden
- Första klassen av Röda örns orden
- Guldsabel "för tapperhet"
- Sankt Annas orden, första klass
- Riddare av Sankt Alexander Nevskij-orden
- Georgsorden, tredje klass
- Vita örnens orden
- Sankt Vladimirs orden, första klassen med svärd
- Sankt Vladimirs orden, fjärde klassen
- Andreasorden
- Sankt Ferdinands orden

[Redigera Wikidata]